# Hydatellowate
Hydatellowate (Hydatellaceae Hamann) – rodzina roślin stanowiących jeden z bazowych kladów roślin okrytonasiennych. Do rodziny należy jeden rodzaj Trithuria, obejmujący także gatunki wyodrębniane dawniej w rodzaj Hydatella. Te niewielkie i proste w budowie rośliny występują w Australii, Tasmanii i Nowej Zelandii. W latach 90. XX wieku odkryto ich obecność także w zachodnich Indiach. Przez długi czas uważane były za blisko spokrewnione z trawami i turzycami. Dopiero w publikacji z marca 2007 r. w Nature ujawniono, że w istocie rośliny te stanowią żyjących współcześnie potomków jednego z najdawniejszych odgałęzień filogenetycznych roślin okrytonasiennych.
Odkrycie tego, że rodzina hydatellowatych jest bazalną dla grzybieniowców przedstawia w nowym świetle ewolucję najstarszych linii rozwojowych okrytonasiennych. Okazuje się bowiem, że wobec znacznych różnic (np. morfologicznych) w obrębie tej linii rozwojowej doszło w przeszłości do znacznego zróżnicowania organizmów i wykształcenia rozmaitych adaptacji do życia w środowisku wodnym. 

## Morfologia

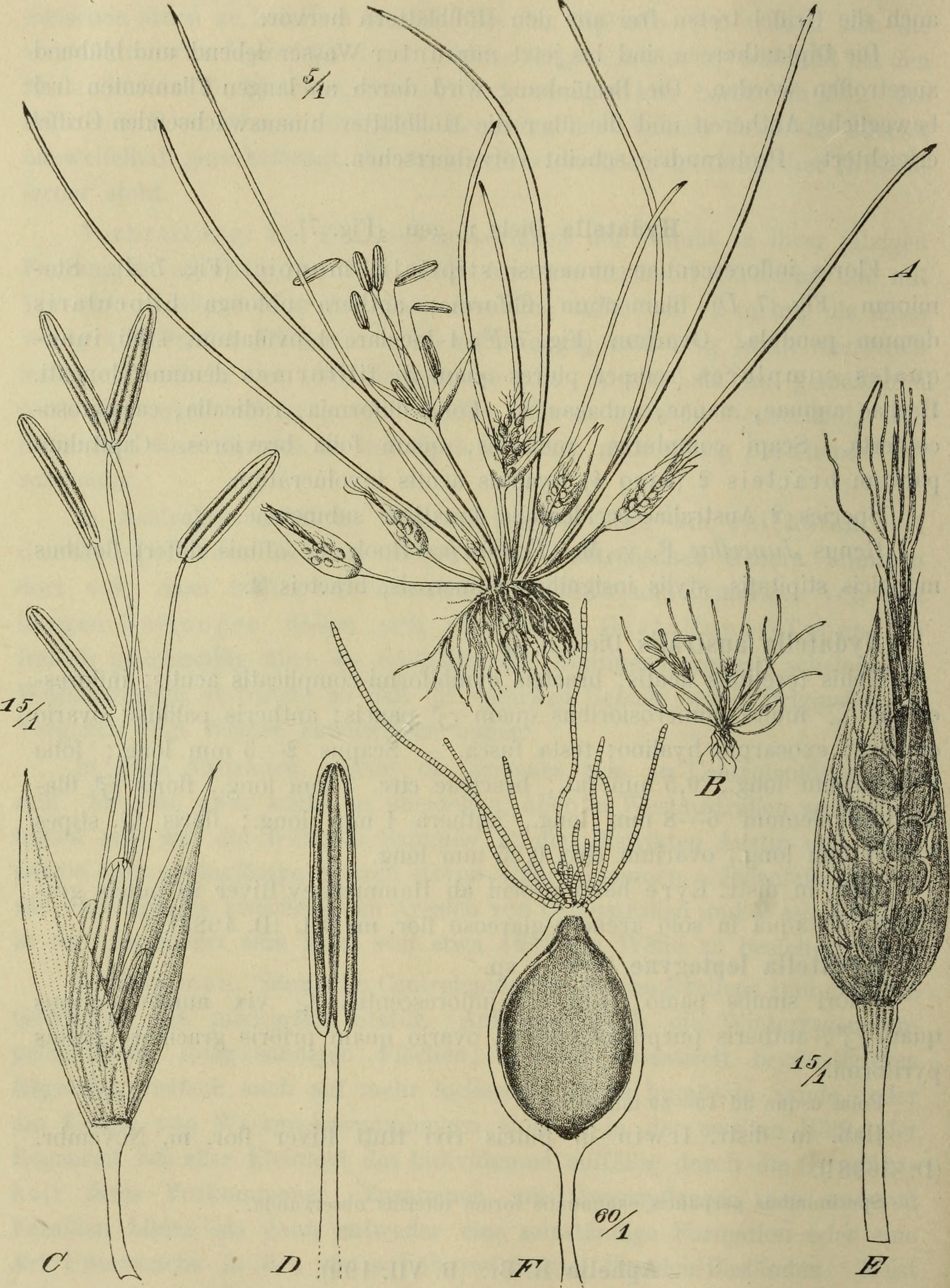
Trithuria australis

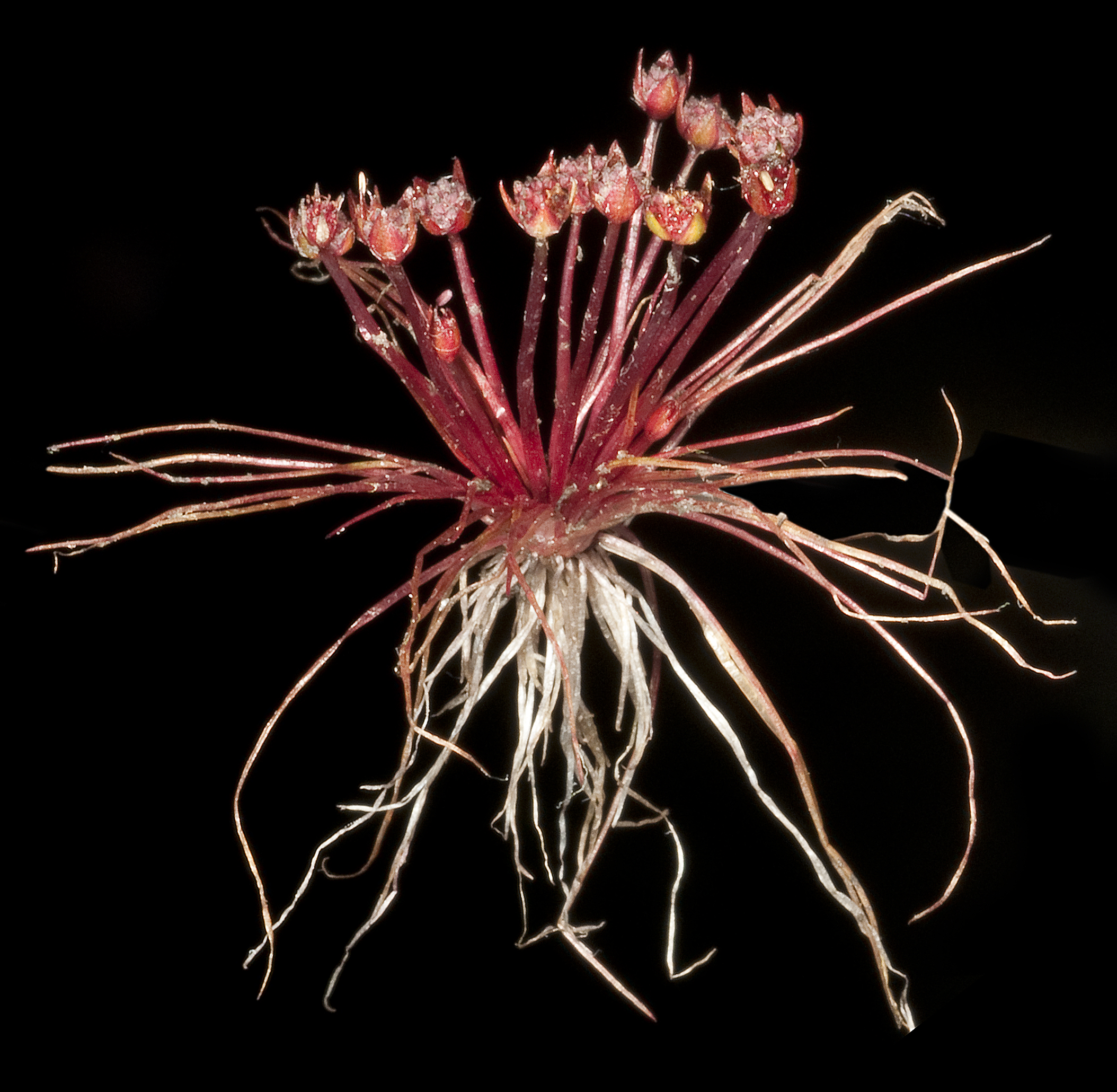
Trithuria submersa

PokrójRośliny wodne i bagienne (hydrofity i helofity) rosnące w formie drobnych kępek. Zwykle jednoroczne, rzadziej byliny o bardzo krótkiej łodydze. Nagie poza występującymi w kątach liści drobnymi, choć wielokomórkowymi włoskami. Korzenie liczne, nierozgałęzione. Pędy często czerwono nabiegłe.
LiścieSkrętoległe, skupione w rozetę przyziemną, równowąskie do nitkowatych, płaskie lub półokrągłe na przekroju, z pojedynczą wiązką przewodzącą, bez pochwy i języczka.
KwiatyRośliny obupłciowe, zapylenie następuje za pośrednictwem wody lub w wyniku autogamii. Kwiaty mocno zredukowane, bez korony, zebrane w główkowate kwiatostany. Kwiatostany są siedzące lub wyniesione na głąbiku i wsparte 1–4 parami błoniastych, nagich podsadek. Kwiatostany zawierają kwiaty męskie i żeńskie lub tylko kwiaty jednej płci. W kwiatostanach męskich jest od 4 do 10 kwiatów, w żeńskich – 8–20. Kwiaty pozbawione są okwiatu i przysadek. Kwiaty męskie zawierają pojedynczy pręcik. Jego główka jest równowąska lub eliptyczna, dwupylnikowa, połączona z nitką u dołu. Pylniki otwierają się bocznymi pęknięciami. Kwiaty żeńskie zawierają jednokomorową zalążnię z pojedynczym zalążkiem. Znamię jest siedzące, znajduje się na szczycie zalążni.
OwoceDrobne i suche, niepękające lub otwierające się trzema klapami. Zawierają pojedyncze nasiono z drobnym zarodkiem i bez bielma, ale z zawierającym skrobię obielmem.

## Systematyka
Pozycja systematyczna według Angiosperm Phylogeny Website (aktualizowany system APG IV z 2016)
System APG II z 2003 r., podobnie jak APG I z 1998 r. umieszczał rodzinę Hydatellaceae w obrębie rzędu wiechlinowców (Poales) należącego do jednoliściennych. Ponieważ w międzyczasie odkryto powiązania filogenetyczne tych roślin, w systemie z 2009 (APG III) rodzina umieszczona została już w obrębie grzybieniowców. Poniższy kladogram przedstawia pozycję rodziny na tle wczesnych dwuliściennych na podstawie APweb:
|  | \| \| grzybieniowate Nymphaeaceae \| \| \| \| \| \| pływcowate Cabombaceae \| \| \| \| |
|  |                                                                                        |
|  | hydatellowate Hydatellaceae                                                            |
|  |                                                                                        |
|  | grzybieniowate Nymphaeaceae                                                            |
|  |                                                                                        |
|  | pływcowate Cabombaceae                                                                 |
|  |                                                                                        |

|  | grzybieniowate Nymphaeaceae |
|  |                             |
|  | pływcowate Cabombaceae      |
|  |                             |

|  | zieleńcowce Chloranthales    |
|  |                              |
|  | klad magnoliowych magnoliids |
|  |                              |

|  | klad jednoliściennych monocots                                                                         |
|  | |
|  | \| \| rogatkowce Ceratophyllales \| \| \| \| \| \| klad dwuliściennych właściwych eudicots \| \| \| \| |
|  | |
|  | rogatkowce Ceratophyllales                                                                             |
|  | |
|  | klad dwuliściennych właściwych eudicots                                                                |
|  | |

|  | rogatkowce Ceratophyllales              |
|  |                                         |
|  | klad dwuliściennych właściwych eudicots |
|  |                                         |

|  | zieleńcowce Chloranthales    |
|  |                              |
|  | klad magnoliowych magnoliids |
|  |                              |

|  | klad jednoliściennych monocots                                                                         |
|  | |
|  | \| \| rogatkowce Ceratophyllales \| \| \| \| \| \| klad dwuliściennych właściwych eudicots \| \| \| \| |
|  | |
|  | rogatkowce Ceratophyllales                                                                             |
|  | |
|  | klad dwuliściennych właściwych eudicots                                                                |
|  | |

|  | rogatkowce Ceratophyllales              |
|  |                                         |
|  | klad dwuliściennych właściwych eudicots |
|  |                                         |

|  | zieleńcowce Chloranthales    |
|  |                              |
|  | klad magnoliowych magnoliids |
|  |                              |

|  | klad jednoliściennych monocots                                                                         |
|  | |
|  | \| \| rogatkowce Ceratophyllales \| \| \| \| \| \| klad dwuliściennych właściwych eudicots \| \| \| \| |
|  | |
|  | rogatkowce Ceratophyllales                                                                             |
|  | |
|  | klad dwuliściennych właściwych eudicots                                                                |
|  | |

|  | rogatkowce Ceratophyllales              |
|  |                                         |
|  | klad dwuliściennych właściwych eudicots |
|  |                                         |

|  | zieleńcowce Chloranthales    |
|  |                              |
|  | klad magnoliowych magnoliids |
|  |                              |

|  | klad jednoliściennych monocots                                                                         |
|  | |
|  | \| \| rogatkowce Ceratophyllales \| \| \| \| \| \| klad dwuliściennych właściwych eudicots \| \| \| \| |
|  | |
|  | rogatkowce Ceratophyllales                                                                             |
|  | |
|  | klad dwuliściennych właściwych eudicots                                                                |
|  | |

|  | rogatkowce Ceratophyllales              |
|  |                                         |
|  | klad dwuliściennych właściwych eudicots |
|  |                                         |

|  | \| \| grzybieniowate Nymphaeaceae \| \| \| \| \| \| pływcowate Cabombaceae \| \| \| \| |
|  |                                                                                        |
|  | hydatellowate Hydatellaceae                                                            |
|  |                                                                                        |
|  | grzybieniowate Nymphaeaceae                                                            |
|  |                                                                                        |
|  | pływcowate Cabombaceae                                                                 |
|  |                                                                                        |

|  | grzybieniowate Nymphaeaceae |
|  |                             |
|  | pływcowate Cabombaceae      |
|  |                             |

|  | zieleńcowce Chloranthales    |
|  |                              |
|  | klad magnoliowych magnoliids |
|  |                              |

|  | klad jednoliściennych monocots                                                                         |
|  | |
|  | \| \| rogatkowce Ceratophyllales \| \| \| \| \| \| klad dwuliściennych właściwych eudicots \| \| \| \| |
|  | |
|  | rogatkowce Ceratophyllales                                                                             |
|  | |
|  | klad dwuliściennych właściwych eudicots                                                                |
|  | |

|  | rogatkowce Ceratophyllales              |
|  |                                         |
|  | klad dwuliściennych właściwych eudicots |
|  |                                         |

|  | zieleńcowce Chloranthales    |
|  |                              |
|  | klad magnoliowych magnoliids |
|  |                              |

|  | klad jednoliściennych monocots                                                                         |
|  | |
|  | \| \| rogatkowce Ceratophyllales \| \| \| \| \| \| klad dwuliściennych właściwych eudicots \| \| \| \| |
|  | |
|  | rogatkowce Ceratophyllales                                                                             |
|  | |
|  | klad dwuliściennych właściwych eudicots                                                                |
|  | |

|  | rogatkowce Ceratophyllales              |
|  |                                         |
|  | klad dwuliściennych właściwych eudicots |
|  |                                         |

|  | zieleńcowce Chloranthales    |
|  |                              |
|  | klad magnoliowych magnoliids |
|  |                              |

|  | klad jednoliściennych monocots                                                                         |
|  | |
|  | \| \| rogatkowce Ceratophyllales \| \| \| \| \| \| klad dwuliściennych właściwych eudicots \| \| \| \| |
|  | |
|  | rogatkowce Ceratophyllales                                                                             |
|  | |
|  | klad dwuliściennych właściwych eudicots                                                                |
|  | |

|  | rogatkowce Ceratophyllales              |
|  |                                         |
|  | klad dwuliściennych właściwych eudicots |
|  |                                         |

|  | zieleńcowce Chloranthales    |
|  |                              |
|  | klad magnoliowych magnoliids |
|  |                              |

|  | klad jednoliściennych monocots                                                                         |
|  | |
|  | \| \| rogatkowce Ceratophyllales \| \| \| \| \| \| klad dwuliściennych właściwych eudicots \| \| \| \| |
|  | |
|  | rogatkowce Ceratophyllales                                                                             |
|  | |
|  | klad dwuliściennych właściwych eudicots                                                                |
|  | |

|  | rogatkowce Ceratophyllales              |
|  |                                         |
|  | klad dwuliściennych właściwych eudicots |
|  |                                         |

|  | \| \| grzybieniowate Nymphaeaceae \| \| \| \| \| \| pływcowate Cabombaceae \| \| \| \| |
|  |                                                                                        |
|  | hydatellowate Hydatellaceae                                                            |
|  |                                                                                        |
|  | grzybieniowate Nymphaeaceae                                                            |
|  |                                                                                        |
|  | pływcowate Cabombaceae                                                                 |
|  |                                                                                        |

|  | grzybieniowate Nymphaeaceae |
|  |                             |
|  | pływcowate Cabombaceae      |
|  |                             |

|  | zieleńcowce Chloranthales    |
|  |                              |
|  | klad magnoliowych magnoliids |
|  |                              |

|  | klad jednoliściennych monocots                                                                         |
|  | |
|  | \| \| rogatkowce Ceratophyllales \| \| \| \| \| \| klad dwuliściennych właściwych eudicots \| \| \| \| |
|  | |
|  | rogatkowce Ceratophyllales                                                                             |
|  | |
|  | klad dwuliściennych właściwych eudicots                                                                |
|  | |

|  | rogatkowce Ceratophyllales              |
|  |                                         |
|  | klad dwuliściennych właściwych eudicots |
|  |                                         |

|  | zieleńcowce Chloranthales    |
|  |                              |
|  | klad magnoliowych magnoliids |
|  |                              |

|  | klad jednoliściennych monocots                                                                         |
|  | |
|  | \| \| rogatkowce Ceratophyllales \| \| \| \| \| \| klad dwuliściennych właściwych eudicots \| \| \| \| |
|  | |
|  | rogatkowce Ceratophyllales                                                                             |
|  | |
|  | klad dwuliściennych właściwych eudicots                                                                |
|  | |

|  | rogatkowce Ceratophyllales              |
|  |                                         |
|  | klad dwuliściennych właściwych eudicots |
|  |                                         |

|  | zieleńcowce Chloranthales    |
|  |                              |
|  | klad magnoliowych magnoliids |
|  |                              |

|  | klad jednoliściennych monocots                                                                         |
|  | |
|  | \| \| rogatkowce Ceratophyllales \| \| \| \| \| \| klad dwuliściennych właściwych eudicots \| \| \| \| |
|  | |
|  | rogatkowce Ceratophyllales                                                                             |
|  | |
|  | klad dwuliściennych właściwych eudicots                                                                |
|  | |

|  | rogatkowce Ceratophyllales              |
|  |                                         |
|  | klad dwuliściennych właściwych eudicots |
|  |                                         |

|  | zieleńcowce Chloranthales    |
|  |                              |
|  | klad magnoliowych magnoliids |
|  |                              |

|  | klad jednoliściennych monocots                                                                         |
|  | |
|  | \| \| rogatkowce Ceratophyllales \| \| \| \| \| \| klad dwuliściennych właściwych eudicots \| \| \| \| |
|  | |
|  | rogatkowce Ceratophyllales                                                                             |
|  | |
|  | klad dwuliściennych właściwych eudicots                                                                |
|  | |

|  | rogatkowce Ceratophyllales              |
|  |                                         |
|  | klad dwuliściennych właściwych eudicots |
|  |                                         |

|  | \| \| grzybieniowate Nymphaeaceae \| \| \| \| \| \| pływcowate Cabombaceae \| \| \| \| |
|  |                                                                                        |
|  | hydatellowate Hydatellaceae                                                            |
|  |                                                                                        |
|  | grzybieniowate Nymphaeaceae                                                            |
|  |                                                                                        |
|  | pływcowate Cabombaceae                                                                 |
|  |                                                                                        |

|  | grzybieniowate Nymphaeaceae |
|  |                             |
|  | pływcowate Cabombaceae      |
|  |                             |

|  | zieleńcowce Chloranthales    |
|  |                              |
|  | klad magnoliowych magnoliids |
|  |                              |

|  | klad jednoliściennych monocots                                                                         |
|  | |
|  | \| \| rogatkowce Ceratophyllales \| \| \| \| \| \| klad dwuliściennych właściwych eudicots \| \| \| \| |
|  | |
|  | rogatkowce Ceratophyllales                                                                             |
|  | |
|  | klad dwuliściennych właściwych eudicots                                                                |
|  | |

|  | rogatkowce Ceratophyllales              |
|  |                                         |
|  | klad dwuliściennych właściwych eudicots |
|  |                                         |

|  | zieleńcowce Chloranthales    |
|  |                              |
|  | klad magnoliowych magnoliids |
|  |                              |

|  | klad jednoliściennych monocots                                                                         |
|  | |
|  | \| \| rogatkowce Ceratophyllales \| \| \| \| \| \| klad dwuliściennych właściwych eudicots \| \| \| \| |
|  | |
|  | rogatkowce Ceratophyllales                                                                             |
|  | |
|  | klad dwuliściennych właściwych eudicots                                                                |
|  | |

|  | rogatkowce Ceratophyllales              |
|  |                                         |
|  | klad dwuliściennych właściwych eudicots |
|  |                                         |

|  | zieleńcowce Chloranthales    |
|  |                              |
|  | klad magnoliowych magnoliids |
|  |                              |

|  | klad jednoliściennych monocots                                                                         |
|  | |
|  | \| \| rogatkowce Ceratophyllales \| \| \| \| \| \| klad dwuliściennych właściwych eudicots \| \| \| \| |
|  | |
|  | rogatkowce Ceratophyllales                                                                             |
|  | |
|  | klad dwuliściennych właściwych eudicots                                                                |
|  | |

|  | rogatkowce Ceratophyllales              |
|  |                                         |
|  | klad dwuliściennych właściwych eudicots |
|  |                                         |

|  | zieleńcowce Chloranthales    |
|  |                              |
|  | klad magnoliowych magnoliids |
|  |                              |

|  | klad jednoliściennych monocots                                                                         |
|  | |
|  | \| \| rogatkowce Ceratophyllales \| \| \| \| \| \| klad dwuliściennych właściwych eudicots \| \| \| \| |
|  | |
|  | rogatkowce Ceratophyllales                                                                             |
|  | |
|  | klad dwuliściennych właściwych eudicots                                                                |
|  | |

|  | rogatkowce Ceratophyllales              |
|  |                                         |
|  | klad dwuliściennych właściwych eudicots |
|  |                                         |

Pozycja w systemie Reveala (1999)
Gromada: okrytonasienne (Magnoliophyta Cronquist), podgromada Magnoliophytina Frohne & U. Jensen ex Reveal, klasa: Liliopsida Brongn., podklasa: komelinowe (Commelinidae Takht.), nadrząd: Hydatellanae Takht. ex Reveal, rząd: Hydatellales Cronquist in Takht.
Pozycja w systemie Cronquista (1981)
Klasa: jednoliścienne, podklasa: Commelinidae, rząd: hydatellowce Hydatellales, rodzina hydatellowate Hydatellaceae. 
Podział systematyczny
Rodzaj Trithuria J. D. Hooker, Fl. Tasmaniae 2: 78. 3 Mai 1858
- Trithuria austinensis D.D.Sokoloff, Remizowa, T.D.Macfarl. & Rudall
- Trithuria australis (Diels) D.D.Sokoloff, Remizowa, T.D.Macfarl. & Rudall
- Trithuria bibracteata Stapf ex D.A.Cooke
- Trithuria cookeana D.D.Sokoloff, Remizowa, T.D.Macfarl. & Rudall
- Trithuria cowieana D.D.Sokoloff, Remizowa, T.D.Macfarl. & Rudall
- Trithuria filamentosa Rodway
- Trithuria fitzgeraldii D.D.Sokoloff, I.Marques, T.D.Macfarl., Rudall & S.W.Graham
- Trithuria inconspicua Cheeseman
- Trithuria konkanensis S.R.Yadav & Janarth.
- Trithuria lanterna D.A.Cooke
- Trithuria occidentalis Benth.
- Trithuria polybracteata D.A.Cooke ex D.D.Sokoloff, Remizowa, T.D.Macfarl. & Rudall
- Trithuria submersa Hook.f.